# Nemorilla parva
Nemorilla parva är en tvåvingeart som först beskrevs av Daniel William Coquillett 1897.  Nemorilla parva ingår i släktet Nemorilla och familjen parasitflugor.
Artens utbredningsområde är Colorado. Inga underarter finns listade i Catalogue of Life.